# Coleoxestia striatepunctata
Coleoxestia striatepunctata är en skalbaggsart som beskrevs av Eya och Chemsak 2005. Coleoxestia striatepunctata ingår i släktet Coleoxestia och familjen långhorningar.
Artens utbredningsområde är Panama. Inga underarter finns listade i Catalogue of Life.